# I-League 2009-2010
L'I-League 2009-2010 è stata la terza edizione della I-League, il campionato professionistico indiano di calcio per club, dalla sua istituzione nel 2007. Il torneo ha avuto inizio il 1º ottobre 2009.

## Squadre
| Squadra            | Luogo                | Stadio                                 | Capacità |
| ------------------ | -------------------- | -------------------------------------- | -------- |
| Air India          | Mumbai               | Cooperage Ground                       | 12,000   |
| Chirag United      | Kolkata              | Salt Lake Stadium                      | 120,000  |
| Churchill Brothers | Goa                  | Fatorda Stadium                        | 35,000   |
| East Bengal        | Kolkata, West Bengal | Salt Lake Stadium                      | 120,000  |
| Goa                | Goa                  | Fatorda Stadium                        | 35,000   |
| JCT                | Phagwara             | Guru Nanak Dev Stadium                 | 12,000   |
| Mahindra Utd       | Mumbai               | Cooperage Ground                       |          |
| Mohun Bagan        | Kolkata              | Salt Lake Stadium                      | 120,000  |
| Mumbai             | Mumbai               | Cooperage Ground                       | 12,000   |
| Pune               | Pune                 | Shree Shiv Chhatrapati Sports Complex, | 20,000   |
| Salgaocar          | Vasco                | Fatorda Stadium                        | 35,000   |
| Shillong Lajong    | Shillong             | Jawaharlal Nehru Stadium               |          |
| Viva Kerala        | Kozhikode            | EMS Stadium                            | 60,000   |

## Classifica
|                  | Pos. | Squadra            | Pt | G  | V  | N  | P  | GF | GS | DR  |
| ---------------- | ---- | ------------------ | -- | -- | -- | -- | -- | -- | -- | --- |
| India (bandiera) | 1.   | Dempo              | 54 | 26 | 16 | 6  | 4  | 54 | 31 | +23 |
|                  | 2.   | Churchill Brothers | 43 | 26 | 11 | 10 | 5  | 50 | 35 | +15 |
|                  | 3.   | Pune               | 42 | 26 | 10 | 12 | 4  | 38 | 23 | +15 |
|                  | 4.   | Mahindra Utd       | 41 | 26 | 10 | 11 | 5  | 45 | 29 | +16 |
|                  | 5.   | Mohun Bagan        | 36 | 26 | 10 | 6  | 10 | 48 | 43 | +5  |
|                  | 6.   | Salgaocar          | 33 | 26 | 8  | 9  | 9  | 34 | 38 | -4  |
|                  | 7.   | JCT                | 32 | 26 | 8  | 8  | 10 | 26 | 29 | -3  |
|                  | 8.   | Chirag United      | 32 | 26 | 8  | 8  | 10 | 33 | 39 | -6  |
|                  | 9.   | East Bengal        | 31 | 26 | 7  | 10 | 9  | 27 | 31 | -4  |
|                  | 10.  | Viva Kerala        | 30 | 26 | 7  | 9  | 10 | 25 | 36 | -11 |
|                  | 11.  | Mumbai             | 29 | 26 | 6  | 11 | 9  | 24 | 26 | -2  |
|                  | 12.  | Air India          | 28 | 26 | 7  | 7  | 12 | 28 | 46 | -18 |
|                  | 13.  | Goa                | 27 | 26 | 6  | 9  | 11 | 30 | 40 | -10 |
|                  | 14.  | Shillong Lajong    | 26 | 26 | 6  | 8  | 12 | 23 | 39 | -16 |

Legenda:

      Campione I-League e ammessa ai play off dell'AFC Champions League 2011.

      Ammessa alla Coppa dell'AFC 2011.

      Retrocessa in I-League 2nd Division.

      Società sciolta.